# Liste der Kulturdenkmäler in Offenbach-Hundheim
In der Liste der Kulturdenkmäler in Offenbach-Hundheim sind alle Kulturdenkmäler der rheinland-pfälzischen Ortsgemeinde Offenbach-Hundheim mit den Ortsteilen Hundheim und Offenbach am Glan aufgeführt. Grundlage ist die Denkmalliste des Landes Rheinland-Pfalz (Stand: 6. September 2022).

## Denkmalzonen
| Bezeichnung                          | Lage                                                                            | Baujahr | Beschreibung                                                                   | Bild                           |
| ------------------------------------ | ------------------------------------------------------------------------------- | ------- | ------------------------------------------------------------------------------ | ------------------------------ |
| Denkmalzone Neuer jüdischer Friedhof | Offenbach am Glan, Glanblick Lage                                               | 1887    | umfriedetes Areal, 1887 angelegt; 41 Grabsteine von 1887 bis 1937              | Fotos hochladen                |
| Denkmalzone Alter jüdischer Friedhof | Offenbach am Glan, nordwestlich des Ortes; Distrikt Oberster Frimschenberg Lage | um 1739 | etwa 100 Grabsteine sowie Bruchstücke und Sockelfragmente, um 1739 bis um 1890 | weitere Bilder Fotos hochladen |

## Einzeldenkmäler
| Bezeichnung                                | Lage                                                                   | Baujahr                | Beschreibung | Bild                           |
| ------------------------------------------ | ---------------------------------------------------------------------- | ---------------------- | --- | ------------------------------ |
| Schulhaus                                  | Hundheim, Hirsauer Straße 9 Lage                                       | 1907                   | ehemalige Schule; neubarocker Krüppelwalmdachbau, 1907, Architekt Bezirksbaumeister Kleinhans; Grundstücks- und Gartenmauer aus der Erbauungszeit | Fotos hochladen                |
| Hofanlage                                  | Hundheim, Hirsauer Straße 15 Lage                                      | 1926                   | Dreiseithof, 1926; Krüppelwalmdachbau, Nebengebäude | Fotos hochladen                |
| Hirsauer Kirche                            | Hundheim, Hirsauer Straße 30 Lage                                      | frühes 12. Jahrhundert | evangelische Pfarrkirche; Rechtecksaal, im Kern aus dem frühen 12. Jahrhundert, Umbau 1507, Seitenschiff und Treppenturm 1894; Chorturm 1197/1269, Glockenstuhl 1692 erneuert; Wandmalerei, zweite Hälfte des 13. Jahrhunderts; Glocke, 1480 von Johannes Otto, Kaiserslautern, zweite Glocke um 1500; römische Spolien; Friedhofsmauer, wohl noch aus dem 15. Jahrhundert | weitere Bilder Fotos hochladen |
| Kriegerdenkmal                             | Hundheim, Hirsauer Straße, bei Nr. 30 auf dem neuen Friedhofsteil Lage | 1927                   | Kriegerdenkmal 1914/18, 1927 | Fotos hochladen                |
| Katholische Pfarrkirche St. Peter und Paul | Offenbach am Glan, Bergstraße 4 Lage                                   | 1884                   | neugotischer Quader-Saalbau mit Westturm, 1884, Architekt Joseph Hoffmann (Ludwigshafen), revidiert von Dombaumeister Schmidt, Wien; ortsbildprägend; Klais-Orgel von 1910 | Fotos hochladen                |
| Klostermühle                               | Offenbach am Glan, Brückenstraße 3 Lage                                | 15. Jahrhundert        | U-förmig um einen Hof gruppierte Mühlenanlage mit Wohn-, Wirtschafts- und Stallräumen, im Kern aus dem 15. Jahrhundert, Umbauten um 1700 und im 19. Jahrhundert, Ölmühlengebäude 1605, Umbau 1816; Renaissanceportal, bezeichnet 1573; bauliche Gesamtanlage | Fotos hochladen                |
| Pranger                                    | Offenbach am Glan, Hauptstraße 62/63 Lage                              | 18. Jahrhundert        | ehemaliges Prangergebäude; Eckbau, Fachwerkobergeschoss mit Eckerker im 18. Jahrhundert erneuert, Torbogen bezeichnet 1754 | Fotos hochladen                |
| Klosterschaffnerei                         | Offenbach am Glan, Klosterstraße 11a Lage                              | 1560                   | Fachwerkbau, teilweise massiv, Holzloggia, bezeichnet 1560 | Fotos hochladen                |
| Evangelische Abteikirche                   | Offenbach am Glan, Klosterstraße 12 Lage                               | um 1225                | Kirche der ehemaligen Benediktinerpropstei St. Maria, spätromanisch-frühgotischer Sandsteinquaderbau auf kreuzförmigem Grundriss, dreischiffiges Langhaus, Vierungsturm, drei polygonale Apsiden, um 1225 begonnen, Querhaus wohl bald nach 1250, Langhaus um 1300, 1808–10 bis auf Südseitenschiff abgebrochen, Osttravée und ein Mittelschiffjoch 1892–94, Architekten Kreisbauinspektor Koch und Regierungsbaumeister Bennstein; ortsbildprägend; im Lapidarium Reste des Vorgängers, wohl um 1150; Futtermauer mit Spolien im Südosten | weitere Bilder Fotos hochladen |
| Katholisches Pfarrhaus                     | Offenbach am Glan, Klosterstraße 13 Lage                               | 1872                   | ehemaliges katholisches Pfarrhaus; Quaderbau, 1872; Ensemble mit katholischem Schulhaus und katholischer Kirche | Fotos hochladen                |
| Schulhaus                                  | Offenbach am Glan, Klosterstraße 14 Lage                               | 1855                   | ehemalige katholische Schule; Putzbau, 1855, Aufstockung 1905/06; Ensemble mit katholischem Pfarrhaus und katholischer Kirche | Fotos hochladen                |